# 대한민국 헌법의 기본원리

## 헌법의 기본원리의 특징
헌법의 기본원리는 헌법의 규율대상인 국가의 본질과 구조를 결정하는 원리로서 국가가 건설된 토대를 의미한다. 대한민국의 헌법은 헌법의 성격을 특징짓는 기본결정으로서 민주주의원리, 법치국가원리 및 사회국가원리를 담고 있다. 헌법은 '자유민주적 기본질서'라는 용어의 사용을 통하여 법치국가와 민주주의의 연관성을 표현한다. 그 외의 원리로서 평화국가원리, 문화국가원리, 환경국가원리 등을 들 수 있으나, 이들은 헌법과 국가의 정체성을 규정하는 헌법의 기본원리에 속하는 것이 아니라, 특정한 과제의 이행을 국가에게 요청하는 국가목표규정이다.

## 헌법의 기본원리의 내용
민주주의원리는 정치적 지배가 어떠한 방법으로 조직되어야 하는지에 대한 것이고, 법치국가원리는 국가 권력이 어떠한 방법으로 행사되어야 하는지에 관한 것이고, 사회국가원리는 국가권력의 목표에 관한 것이다. 민주주의란 국가공동체의 정치적 질서는 국민에 의하여 형성되고 확정되어야 한다는 원리를 말한다. 대한민국 헌법의 민주주의는 다수의 정치적 지배를 법치국가적으로 제한하는 자유민주주의이다. 헌법은 법치국가적 요소, 특히 기본권의 보장과 권력분립의 원리를 통하여 다수의 지배를 법치국가적으로 제한한다. 사회국가원리는 정의로운 사회질서를 위하여 사회현상에 개입하고 관여하는 것을 국가의 목표로 하는 원리이다.

### 민주주의원리
민주주의는 공동체 구성원의 자유와 평등을 출발점으로 삼아, 정치적 지배를 자유의 기반 위에서 조직하고자 하는 원리이다. 헌법적 관점에서 민주주의는 국가권력의 행사, 주체, 정당성에 관한 원리이다. 국가권력이 국민의 의사에서 유래해야 하고 국민의 의사에서 그의 기원을 찾을 수 있도록 권력을 조직해야 한다는 요청이다. 대한민국 헌법에서 국민주권주의를 천명한다. 국민주권주의는 직접민주제의 형식이나 대의제의 형식에 대해서는 지침을 제공하지 않는다. 국민에 의한 국가권력 행사의 방법은 대의제와 직접민주제가 있는데, 대한민국 헌법은 대의제를 원칙으로 하면서 예외적으로 직접민주제적 요소를 가미하고 있다.

### 법치국가원리
법치국가에서 법질서의 범주 내에서 국가행위가 허용된다. 대한민국 헌법은 기본원리로서 법치국가원리를 명시적으로 언급하지 않으나, 원리를 구체화하는 제도와 규정을 통하여 법치국가원리를 수용고 있다. 이를 구체화하는 헌법규정에는 일련의 자유권규정, 권력분립원리, 사법적 권리구제의 가능성, 국가배상제도 등이 속한다.

### 사회국가원리
사회국가는 정의로운 질서의 형성을 위하여 사회현상에 관여하고 간섭하고 분배하고 조정하는 국가이다. 사회국가원리는 일차적으로 입법자를 구속하여, 입법자는 입법을 통하여 사회국가원리를 실현해야 할 의무를 진다. 또한 사회국가원리는 행정과 사법도 구속한다. 행정과 사법 또한 사회국가원리를 실현해야 한다. 사회국가원리는 자유권의 제한을 정당화하는 헌법적 근거로, 헌법 제37조 제2항의  '공공복리'의 핵심으로 작용한다. 한편, 사회국가원리는 차별대우를 정당화하는 헌법적 근거로 고려될 수 있다. 헌법 제32조 제4항 및 제5항은 근로영역에서 여성 및 연소자에게 유리한 차별을 허용하고 있다.